# Grösjön, Småland
Grösjön är en sjö i Nybro kommun i Småland och ingår i Ljungbyåns huvudavrinningsområde. Sjön har en area på 0,154 kvadratkilometer och ligger 98,2 meter över havet.

## Delavrinningsområde
Grösjön ingår i det delavrinningsområde (628579-151162) som SMHI kallar för Ovan Västrakullabäcken. Medelhöjden är 80 meter över havet och ytan är 51,32 kvadratkilometer. Räknas de 4 avrinningsområdena uppströms in blir den ackumulerade arean 211,25 kvadratkilometer. Smedstorpsån (S:t Sigfridsån) som avvattnar avrinningsområdet har biflödesordning 2, vilket innebär att vattnet flödar genom totalt 2 vattendrag innan det når havet efter 21 kilometer. Avrinningsområdet består mestadels av skog (69 procent) och jordbruk (15 procent). Avrinningsområdet har 0,15 kvadratkilometer vattenytor vilket ger det en sjöprocent på 0,3 procent. Bebyggelsen i området täcker en yta av 1,28 kvadratkilometer eller 2 procent av avrinningsområdet.